# Julen del Val
Julen del Val Zenarruzabeitia (Bilbao, 21 de julio de 1968) es un exfutbolista español que se desempeñaba como centrocampista. Es el futbolista (no portero) con más partidos disputados en el Bilbao Athletic (185).
TRAYECTORIA FINAL
Julen de Val se reciclo en el año 2022 como administrador de fincas, gestionando en estos momentos una de las siete prestigiosas Torres de Zabalburu.

## Trayectoria
Julen del Val se formó en la cantera del Athletic Club. Debutó con el primer equipo el 7 de enero de 1990, en San Mamés, frente al F.C. Barcelona (1-2) de la mano de Txetxu Rojo. No tuvo ninguna aparición más con el primer equipo, por lo que continuó en el Bilbao Athletic una temporada más, llegando a disputar 185 partidos con el filial bilbaíno.
En 1991 decidió fichar por el Real Burgos (Primera División), conjunto de moda en el fútbol nacional. En el club burgalés pasó tres temporadas, la última de ellas en Segunda División, en las que logró tres goles.
Continuó su carrera por diversos equipos de Segunda División. Estos equipos fueron la S. D. Eibar (94-95), el C. A. Osasuna (95-96), el Levante U. D. y el C. D. Ourense.
Se retiró al acabar la temporada 1999-00 en las filas del Aurrera de Vitoria (Segunda División B).

## Clubes
| Club                     | País   | Año       |
| ------------------------ | ------ | --------- |
| Bilbao Athletic          | España | 1986-1991 |
| Athletic Club            | España | 1990      |
| Real Burgos C.F.         | España | 1991-1994 |
| S. D. Eibar              | España | 1994-1995 |
| C. A. Osasuna            | España | 1995-1996 |
| Levante U. D.            | España | 1996-1998 |
| C. D. Ourense            | España | 1998-1999 |
| C. D. Aurrerá de Vitoria | España | 1999-2000 |